# Jessica Fishlock
Jessica Anne Fishlock (Cardiff, 14 gennaio 1987) è una calciatrice e allenatrice di calcio gallese, centrocampista dello Seattle Reign e della nazionale gallese.
Nel 2017 diventa la prima calciatrice gallese, tra uomini e donne, a raggiungere il traguardo delle 100 convocazioni in nazionale.

## Statistiche

### Cronologia presenze e reti in nazionale
| Cronologia completa delle presenze e delle reti in nazionale ― Galles | Cronologia completa delle presenze e delle reti in nazionale ― Galles | Cronologia completa delle presenze e delle reti in nazionale ― Galles | Cronologia completa delle presenze e delle reti in nazionale ― Galles | Cronologia completa delle presenze e delle reti in nazionale ― Galles | Cronologia completa delle presenze e delle reti in nazionale ― Galles | Cronologia completa delle presenze e delle reti in nazionale ― Galles | Cronologia completa delle presenze e delle reti in nazionale ― Galles |
| Data                                                                  | Città                                                                 | In casa                                                               | Risultato                                                             | Ospiti                                                                | Competizione                                                          | Reti                                                                  | Note                                                                  |
| --------------------------------------------------------------------- | --------------------------------------------------------------------- | --------------------------------------------------------------------- | --------------------------------------------------------------------- | --------------------------------------------------------------------- | --------------------------------------------------------------------- | --------------------------------------------------------------------- | --------------------------------------------------------------------- |
| 7-6-2018                                                              | Swansea                                                               | Galles                                                                | 1 – 0                                                                 | Bosnia ed Erzegovina                                                  | Qual. Mondiali 2019                                                   | -                                                                     |                                                                       |
| 12-6-2018                                                             | Newport                                                               | Galles                                                                | 3 – 0                                                                 | Russia                                                                | Qual. Mondiali 2019                                                   | -                                                                     |                                                                       |
| 31-8-2018                                                             | Wrexham                                                               | Galles                                                                | 0 – 3                                                                 | Inghilterra                                                           | Qual. Mondiali 2019                                                   | -                                                                     |                                                                       |
| 22-1-2019                                                             | Cesena                                                                | Italia                                                                | 2 – 0                                                                 | Galles                                                                | Amichevole                                                            | -                                                                     |                                                                       |
| 7-4-2019                                                              | Llanelli                                                              | Galles                                                                | 1 – 0                                                                 | Rep. Ceca                                                             | Amichevole                                                            | 1                                                                     |                                                                       |
| 6-3-2020                                                              | Newport                                                               | Galles                                                                | 2 – 0                                                                 | Estonia                                                               | Qual. Euro 2022                                                       | 1                                                                     |                                                                       |
| 22-9-2020                                                             | Oslo                                                                  | Norvegia                                                              | 1 – 0                                                                 | Galles                                                                | Qual. Euro 2022                                                       | -                                                                     |                                                                       |
| 22-10-2020                                                            | Llanelli                                                              | Galles                                                                | 4 – 0                                                                 | Fær Øer                                                               | Qual. Euro 2022                                                       | 1                                                                     | 46’                                                                   |
| 27-10-2020                                                            | Cardiff                                                               | Galles                                                                | 0 – 1                                                                 | Norvegia                                                              | Qual. Euro 2022                                                       | -                                                                     |                                                                       |
| 1-12-2020                                                             | Newport                                                               | Galles                                                                | 3 – 0                                                                 | Bielorussia                                                           | Qual. Euro 2022                                                       | 1                                                                     | 87’                                                                   |
| 9-4-2021                                                              | Cardiff                                                               | Galles                                                                | 0 – 3                                                                 | Canada                                                                | Amichevole                                                            | -                                                                     |                                                                       |
| 13-4-2021                                                             | Cardiff                                                               | Galles                                                                | 1 – 1                                                                 | Danimarca                                                             | Amichevole                                                            | 1                                                                     |                                                                       |
| 15-6-2021                                                             | Llanelli                                                              | Galles                                                                | 0 – 1                                                                 | Scozia                                                                | Amichevole                                                            | -                                                                     |                                                                       |
| 17-9-2021                                                             | Wrexham                                                               | Galles                                                                | 6 – 0                                                                 | Kazakistan                                                            | Qual. Mondiali 2023                                                   | 1                                                                     |                                                                       |
| 21-9-2021                                                             | Pärnu                                                                 | Estonia                                                               | 0 – 1                                                                 | Galles                                                                | Qual. Mondiali 2023                                                   | -                                                                     |                                                                       |
| 22-10-2021                                                            | Lendava                                                               | Slovenia                                                              | 1 – 1                                                                 | Galles                                                                | Qual. Mondiali 2023                                                   | -                                                                     |                                                                       |
| 26-10-2021                                                            | Cardiff                                                               | Galles                                                                | 4 – 0                                                                 | Estonia                                                               | Qual. Mondiali 2023                                                   | 1                                                                     |                                                                       |
| 26-11-2021                                                            | Llanelli                                                              | Galles                                                                | 5 – 0                                                                 | Grecia                                                                | Qual. Mondiali 2023                                                   | 1                                                                     | 81’                                                                   |
| 30-11-2021                                                            | Guingamp                                                              | Francia                                                               | 2 – 0                                                                 | Galles                                                                | Qual. Mondiali 2023                                                   | -                                                                     |                                                                       |
| 16-2-2022                                                             | Cardiff                                                               | Galles                                                                | 3 – 1                                                                 | Scozia                                                                | Amichevole                                                            | 2                                                                     |                                                                       |
| 19-2-2022                                                             | Bruxelles                                                             | Belgio                                                                | 0 – 0                                                                 | Galles                                                                | Amichevole                                                            | -                                                                     | 48’ 79’                                                               |
| 23-2-2022                                                             | Swansea                                                               | Galles                                                                | 0 – 1                                                                 | Irlanda                                                               | Amichevole                                                            | -                                                                     | 70’                                                                   |
| 8-4-2022                                                              | Llanelli                                                              | Galles                                                                | 1 – 2                                                                 | Francia                                                               | Qual. Mondiali 2023                                                   | -                                                                     |                                                                       |
| 12-4-2022                                                             | Nur-Sultan                                                            | Kazakistan                                                            | 0 – 3                                                                 | Galles                                                                | Qual. Mondiali 2023                                                   | 1                                                                     |                                                                       |
| 16-10-2022                                                            | Cardiff                                                               | Galles                                                                | 1 – 0                                                                 | Bosnia ed Erzegovina                                                  | Qual. Mondiali 2023                                                   | 1                                                                     | 115’                                                                  |
| 11-10-2022                                                            | Zurigo                                                                | Svizzera                                                              | 2 – 1                                                                 | Galles                                                                | Qual. Mondiali 2023                                                   | -                                                                     |                                                                       |
| 13-11-2022                                                            | Wrexham                                                               | Galles                                                                | 1 – 1                                                                 | Finlandia                                                             | Amichevole                                                            | -                                                                     |                                                                       |
| 18-2-2023                                                             | Newport                                                               | Galles                                                                | 0 – 0                                                                 | Islanda                                                               | Amichevole                                                            | -                                                                     | 62’                                                                   |
| 21-2-2023                                                             | Dundee                                                                | Scozia                                                                | 1 – 1                                                                 | Galles                                                                | Amichevole                                                            | 1                                                                     |                                                                       |
| 6-4-2023                                                              | Cardiff                                                               | Galles                                                                | 4 – 1                                                                 | Irlanda del Nord                                                      | Amichevole                                                            | 1                                                                     | 86’                                                                   |
| 11-4-2023                                                             | Guimarães                                                             | Portogallo                                                            | 1 – 1                                                                 | Galles                                                                | Amichevole                                                            | -                                                                     |                                                                       |
| 22-9-2023                                                             | Reykjavík                                                             | Islanda                                                               | 1 – 0                                                                 | Galles                                                                | UEFA Women's Nations League 2023-2024 - 1º turno                      | -                                                                     | 77’                                                                   |
| 26-9-2023                                                             | Cardiff                                                               | Galles                                                                | 1 – 5                                                                 | Danimarca                                                             | UEFA Women's Nations League 2023-2024 - 1º turno                      | 1                                                                     | 36’ 75’                                                               |
| 27-10-2023                                                            | Sinsheim                                                              | Germania                                                              | 5 – 1                                                                 | Galles                                                                | UEFA Women's Nations League 2023-2024 - 1º turno                      | -                                                                     |                                                                       |
| 31-10-2023                                                            | Viborg                                                                | Danimarca                                                             | 2 – 1                                                                 | Galles                                                                | UEFA Women's Nations League 2023-2024 - 1º turno                      | 1                                                                     |                                                                       |
| 1-12-2023                                                             | Cardiff                                                               | Galles                                                                | 1 – 2                                                                 | Islanda                                                               | UEFA Women's Nations League 2023-2024 - 1º turno                      | -                                                                     |                                                                       |
| 5-12-2023                                                             | Swansea                                                               | Galles                                                                | 0 – 0                                                                 | Germania                                                              | UEFA Women's Nations League 2023-2024 - 1º turno                      | -                                                                     | 90+3’                                                                 |
| 27-2-2024                                                             | Dublino                                                               | Irlanda                                                               | 0 – 2                                                                 | Galles                                                                | UEFA Women's Nations League 2023-2024 - 1º turno                      | 1                                                                     | 49’ 81’                                                               |
| 21-2-2025                                                             | Monza                                                                 | Italia                                                                | 1 – 0                                                                 | Galles                                                                | UEFA Women's Nations League 2025 - 1º turno                           | -                                                                     | 70’                                                                   |
| 24-2-2025                                                             | Wrexham                                                               | Galles                                                                | 1 – 1                                                                 | Svezia                                                                | UEFA Women's Nations League 2025 - 1º turno                           | -                                                                     | 46’                                                                   |
| 30-5-2025                                                             | Odense                                                                | Danimarca                                                             | 1 – 0                                                                 | Galles                                                                | UEFA Women's Nations League 2025 - 1º turno                           | -                                                                     | 62’                                                                   |
| 3-6-2025                                                              | Swansea                                                               | Galles                                                                | 1 – 4                                                                 | Italia                                                                | UEFA Women's Nations League 2025 - 1º turno                           | 1                                                                     | 77’                                                                   |
| 5-7-2025                                                              | Lucerna                                                               | Galles                                                                | 0 – 3                                                                 | Paesi Bassi                                                           | Euro 2025 - 1º turno                                                  | -                                                                     | 65’                                                                   |
| Totale                                                                |                                                                       | Presenze                                                              | 44                                                                    |                                                                       | Reti                                                                  | 19                                                                    |                                                                       |

## Palmarès

### Club

#### Trofei nazionali
- Campionato francese: 1

Olympique Lione: 2018-2019
- Campionato olandese: 2

AZ Alkmaar: 2008-2009, 2009-2010
- Coppa di Francia: 1

Olympique Lione: 2018-2019

#### Trofei internazionali
- UEFA Women's Champions League: 2

1. FFC Francoforte: 2014-2015
Olympique Lione: 2018-2019

### Individuale
- Calciatrice gallese dell'anno: 5

2011, 2012, 2013, 2014. 2018